# Мосора Михайло
Михайло Мосора (6 жовтня 1862, Рогатин, Івано-Франківщина — 5 серпня 1948, Сколе) — священник, декан Сколівський, політичний та культурний діяч Сколівщини.

## Життєпис

### Ранні роки
Народився Михайло Мосора 6 жовтня 1862 року в Рогатині на Івано-Франківщині.

### Перебування у Сколе
Після закінчення студій та теології у 1905 році приїхав у Сколе, де помимо душпастирства активно працював з громадськістю. Замешкав на Гірці в домі Миколи Вільшинського. Це була людина високоосвідчена і благородна, знала досконало латинську, грецьку і німецьку мови, а також вільно розмовляв польською. (В 1942 році уроки латини брав у о. Мосори юний Гриць Дем'ян, наш краянин, майбутній вчений, депутат Верховної Ради).
1911 році зусиллями о. Мосори в деканальній Церкві Різдва Богородиці в Сколім була встановлена пам'ятна таблиця до 100-річчя з дня народження Маркіяна Шашкевича(Маркіянови Шашкевичеви в 100-літну річницю уродин Скільська Верховина 1811–1911).

### Благодійна діяльність
Перед тим єдиний д-р Андрій Чайковський, який провадив дуже короткий час, протягом двох років, адвокатську канцелярію в Скольому, почав громадську працю заложенням Позичкової каси «Верховина». Отець Мосора був начальним директором цієї каси впродовж усього її існування-аж до осени 1939 року. Завдяки кредитовій діяльності «Верховини» головно до Першої світової війни, врятовано багато селянських господарств від ліквідації та руїн, а діяльність її поширилась далеко поза межі судового та політичного повіту Сколе. Навіть селяни з Угорщини приходили часто до о. Мосори за грошовою поміччю і порадою (І. Гребеняк США, збірник «Стрийщина» т. III, стор.44).
Разом з доктором Петрушевичем і доктором Ваньом засновує о. Михаїл Мосора першу на Бойківщині торговельну спілку «Єдність».
З часом його заходами вибудовано сирітський дім-захоронка ім. Митрополита Андрея Шептицького, який утримували сільські меценати, а обслуговували сестри василіани. що ним о. Мосора займався аж до приходу більшовиків Під час німецької окупації отець декан, уже глибокий старець, як міг підтримував голодуючих людей і опікувався сиротами.

### Просвітницька діяльність
В 1910 р. о. Мосора став головою Товариства «Просвіта», згодом членом екзекутиви Центросоюзу. Як голова Філії «Просвіти» та «Відродження» Скільщини, добився великих успіхів. У всіх гірських селах корчми перемінилися на читальні «Просвіти» та школи. Організував також в Скольому початкові кляси української гімназії та вчительські семінарії, даючи цим спроможність, дітям бідніших батьків набути середню освіту. В 1917 році заснував «Сирітський Приют», куди стягав дітей-сиріт з цілої Скільщини.
Одночасно з громадсько-просвітницькою діяльністю працював катехитом в школі, вів літопис всіх визначних подій на даному терені. На жаль під час арешту його зятя Євстахія Гавриліва в 1945 році в домі цей документ знайдено і конфісковано.
В усіх селах Скільщини разом з місцевими священиками о. Мосора закладав читальні « Просвіти». Помагали йому в цій нелегкій і благородній справі його діти-два сини і п'ятеро доньок.

### Політична діяльність
В 1918 р., коли була проголошена ЗУНР о. Мосора разом з такими відомими людьми як Іван Билень, Іван Гребеняк активно працював над впровадженням діловодства в установах та навчання в школах українською мовою. У пам'ятному листопаді 1918 року гурток українців під проводом свого пароха перебрав, в імені Української Народної Республіки у Скольому владу від австрійської адміністрації. В 1919 році негайно після приходу до влади поляків о. Мосору заарештовано. Він пересидів тоді більше, як півроку по тюрмах (у Стрию, Перемишлі, Ярославі та Львові). На початку 20-х років був заарештований знову під час підготовки до виборів до польського сойму.
У політичній ділянці був одним із організаторів і головою Української національно-демократичної партії, опісля Українського національно-демократичного об'єднання повіту коле. Брав живу участь у виборах, спершу до австрійських, опісля до польських законодавчих установ.
Отець Мосора підтримував і такі акції, як страйк лісових робітників на тартаку баронів Гроедлів в 1936 році. Робітники доведені до відчаю жорстким визиском і важкими життєвими обставинами, почали страйк і при допомозі свого священика і діяча доктора М. Ценка, добилися переможного закінчення страйку.

### Письменницька діяльність
До письменницьких надбань о. Михайло Мосори належить ряд публікацій на суспільно-релігійну тематику в часописі «Нива». Він є автором рукопису «Словар гуцульський, зібраний Михайлом Мосорою 1885—1898», оригінал якого зберігається в Архіві Івана Франка в м. Києві (Інституту літератури ім. Т. Г. Шевченка НАН України).